# Barbara Literska
Barbara Izabela Literska – polska muzykolożka, dr hab. nauk humanistycznych, profesor nadzwyczajny Instytutu Muzyki Wydziału Artystycznego Uniwersytetu Zielonogórskiego.

## Życiorys
W 1992 ukończyła studia w zakresie teorii muzyki w Akademii Muzycznej im. Karola Lipińskiego we Wrocławiu, natomiast 22 stycznia 2003 obroniła pracę doktorską Dziewiętnastowieczne transkrypcje utworów Fryderyka Chopina. Aspekty historyczne, teoretyczne i estetyczne (promotor – Maciej Gołąb). 25 września 2013 habilitowała się na podstawie pracy zatytułowanej Tadeusz Baird. Kompozytor, dzieło, recepcja.
Została zatrudniona na stanowisku adiunkta w Instytucie Kultury i Sztuki Muzycznej na Wydziale Artystycznym Uniwersytetu Zielonogórskiego, a także objęła funkcję profesora nadzwyczajnego Instytutu Muzyki i dziekana Wydziału Artystycznego Uniwersytetu Zielonogórskiego.
Była prodziekanem na Wydziale Artystycznym Uniwersytetu Zielonogórskiego. Prorektor UZ ds. studenckich w kadencji 2020–2024.

## Odznaczenia
- 2014: Medal Komisji Edukacji Narodowej[2]

## Publikacje
- 1997: Dziewiętnastowieczne transkrypcje utworów Chopina. Próba systematyki[1]
- 1999: Filharmonia Zielonogórska jej historia i teraźniejszość[1]
- 2005: Muzyka a tekst słowny w dziewiętnastowiecznych transkrypcjach utworów Fryderyka Chopina[1]
- 2009: Krytyka muzyczna – teoria, historia, współczesność[1]
- 2009: Chopin w szkole XXI wieku[1]
- 2013: The idea of "concertare" in the flute compositions of Krzysztof Meyer[1]
- 2013: The concept of trivialmusik and its influence on the evaluation of the nineteenth century transcriptions of Chopin’s works[1]